# Utopia (conventie)
Utopia is een conventie voor sciencefiction- en fantasyliefhebbers.
Het evenement werd tussen 2000 en 2007 jaarlijks gehouden in het derde weekend van oktober in het Bilderberg Europa Hotel te Scheveningen. De organisatie van de conventie was in handen van Stichting Utopia en het bezoekersaantal lag per jaar rond de 300 mensen. In 2007 werd de laatste Utopia, Utopia ∞, gehouden.

## Utopia I
Vrijdag 27 tot en met zondag 29 oktober 2000. Hoofdgasten waren:
- J.G. Hertzler
- Claire Stansfield
- Richard Biggs
- Marjorie Monaghan

## Utopia II
Vrijdag 19 tot en met zondag 21 oktober 2001. Hoofdgasten waren:
- Max Grodenchik
- Julie Caitlin Brown
- Ted Raimi

## Utopia III
Vrijdag 18 tot en met zondag 20 oktober 2002. Hoofdgasten waren:
- Ethan Phillips
- Teryl Rothery
- Gareth Thomas
- Mark Allen Shepherd

## Utopia IV
Vrijdag 24 tot en met zondag 26 oktober 2003. Hoofdgasten waren:
- Garret Wang
- Alexis Cruz
- Chase Masterson
- Robin Curtis
- Lolita Fatjo
- J.G. Hertzler
- Jonathan Hardy

## Utopia: Walk like an...
25 januari 2004. Hoofdgasten waren:
- Michael Shanks (Daniel Jackson, Stargate SG-1)
- Christopher Judge (Teal'c, Stargate SG-1)

## Utopia: Dinner With...
Maandag 6 september 2004. Hoofdgast was:
- Tucker Smallwood

Plaats : Amsterdam

## Utopia V
Vrijdag 22 tot en met zondag 24 oktober 2004. Hoofdgasten waren:
- Vaughn Armstrong
- Robert O' Reilly
- Claudia Christian
- Von Flores
- David Palffy
- Douglas Arthurs
- Erica Durance

## Utopia VI
Vrijdag 21, zaterdag 22 en zondag 23 oktober 2005. Hoofdgasten waren:
- Denise Crosby (Lt. Tasha Yar, Star Trek: The Next Generation)
- James Horan (Verscheidene gastrollen, waaronder in Star Trek: The Next Generation)
- Jeffrey Combs (Weyoun, DS9 / Shran, Enterprise)
- Alex Zahara (Gastrollen in Stargate SG-1, Babylon 5: Legend of the Rangers (To Live and Die in Starlight))
- Tony Amendola (Bra'tac, Stargate SG-1)

## Utopia: Outlawed
Utopia: Outlawed werd op 25 maart 2006 gehouden in Condor City te Poeldijk. Hoofdgasten:
- Dominic Keating (Lieutenant Malcolm Reed, Enterprise)
- David Nykl (Dr. Radek Zelenka, Stargate Atlantis)
- Ben Murphy (Jed 'Kid' Curry (Thaddeus Jones), Alias Smith and Jones)

## Utopia VII
Utopia VII werd op 20, 21 en 22 oktober 2006 gehouden te Scheveningen. Hoofdgasten:
- Connor Trinneer (Charles H. "Trip" Tucker III, Enterprise)
- Peter Williams (Apophis, Stargate SG-1)
- Jonathan Woodward (Verscheidene gastrollen in series, mn. Tracey in Firefly)
- Lolita Fatjo (pre-production associate, Star Trek)
- Neil Roberts (Rex Buckland, Charmed)

## Utopia VIII
Utopia VIII werd op 19, 20 en 21 oktober 2007 gehouden te Scheveningen. Hoofdgasten:
- Robin Curtis (Lt. Saavik, Star Trek III & IV)
- Luciana Carro (Lt. Louanne 'Kat' Katraine, Battlestar Galactica)
- David Nykl (Dr. Radek Zelenka, Stargate Atlantis)
- Lolita Fatjo (pre-production associate, Star Trek)
- John de Lancie (Q, Star Trek TNG, DS9 & Voyager)